# Königreich Saloum

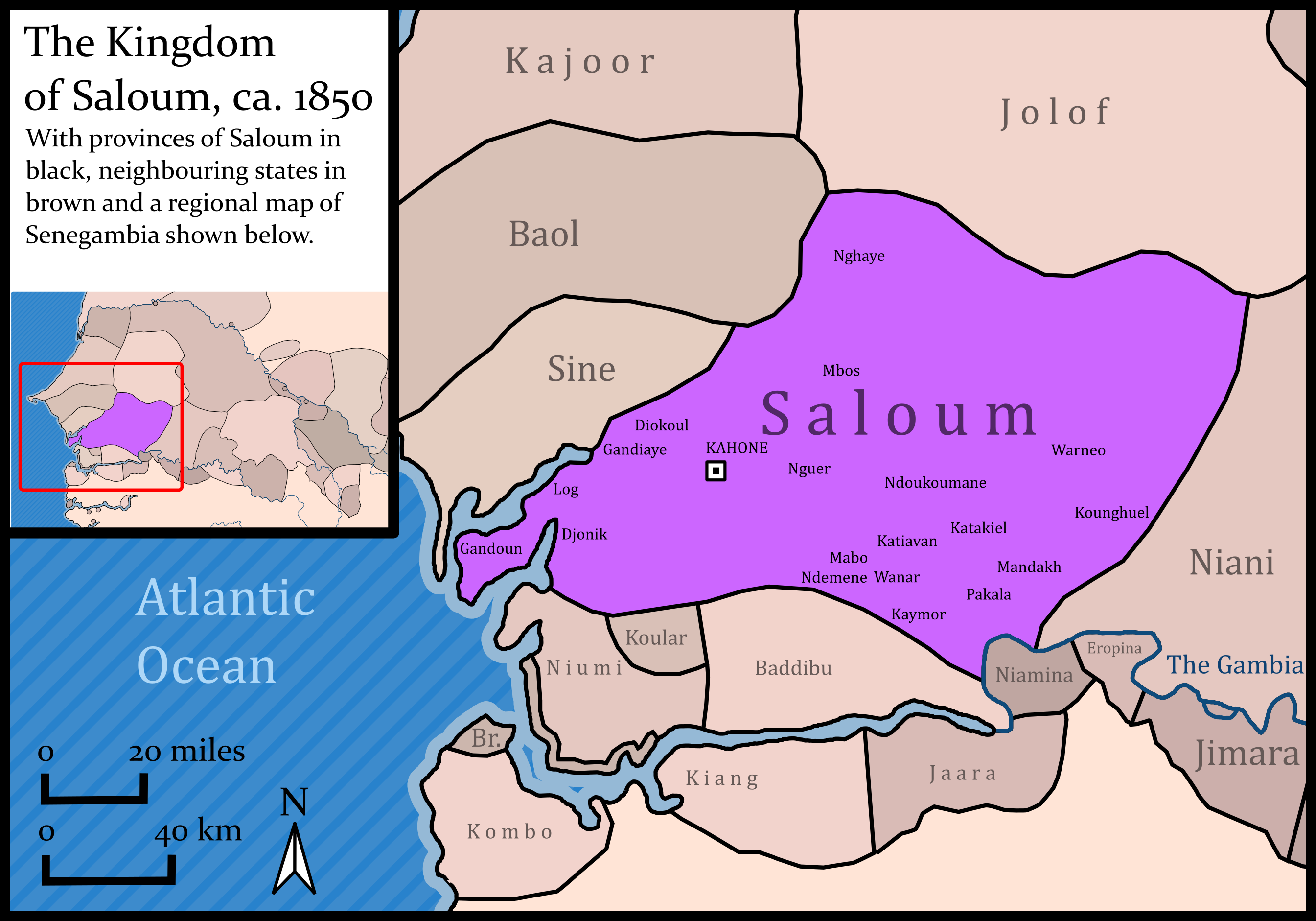
Karte vom Königreich Saloum

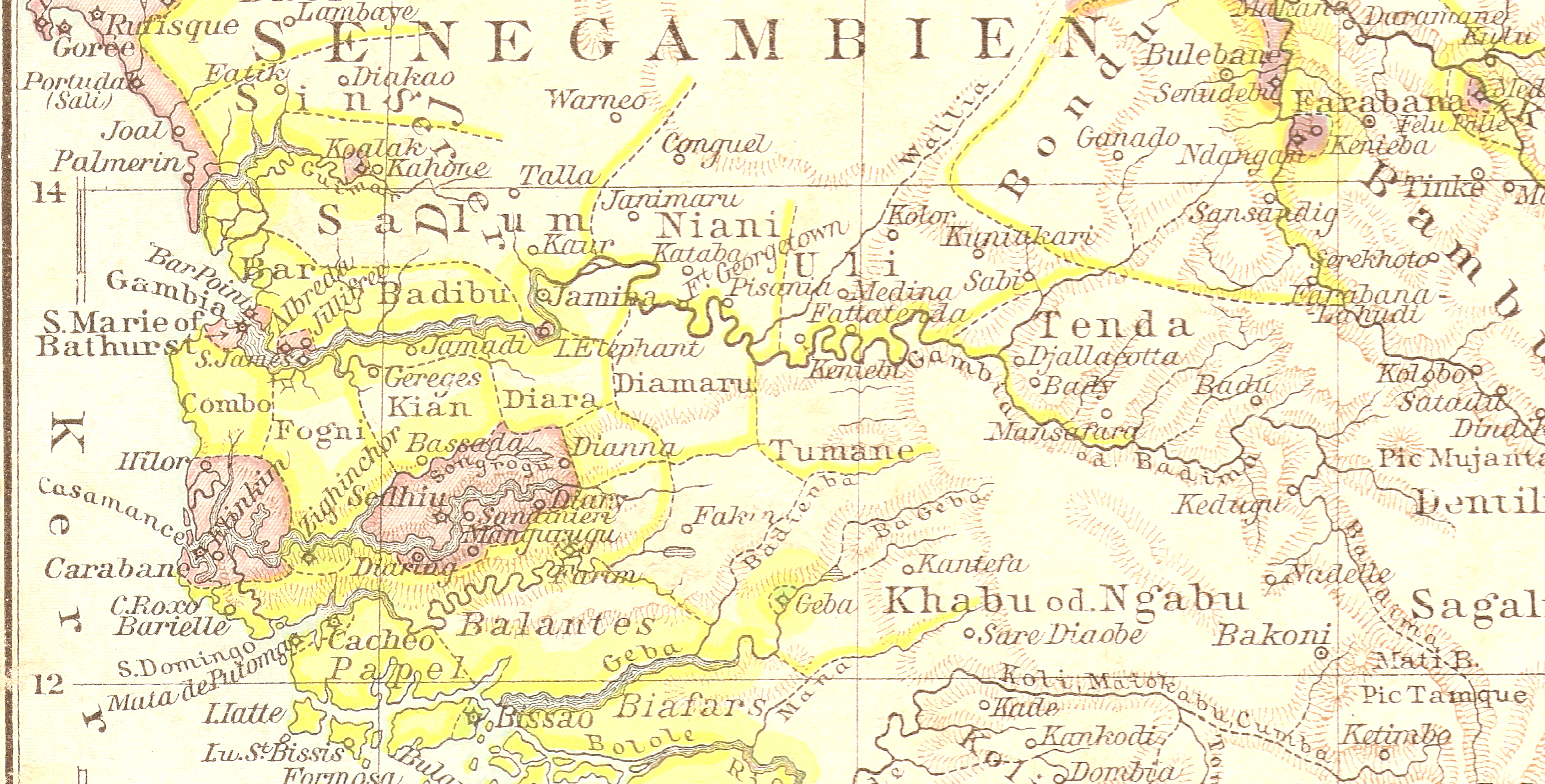
Karte von Senegambia

Das Königreich von Saloum in Senegal war ein traditionelles Königreich, das am Ende des 15. Jahrhunderts vom „Gelwaar“ oder von den Adligen des Königreichs von Kaabu im Süden gegründet wurde. Die alte Hauptstadt des Königreiches von Saloum ist die Stadt Kahone, die heute noch Residenzstadt ist.
Saloum schließt die flachen, sumpfigen Feuchtgebiete des Saloum-Flusses mit ein. In den letzten Jahren sind dort aber große Bereiche des Mangrovenwaldes zerstört worden. Es gab eine blühende Industrie der Salzgewinnung an den Salzebenen entlang des Flussdeltas. Ursprünglich dehnte sich Saloum im Süden zu den Nordufern des Gambia-Flusses aus.
Die ursprüngliche Bevölkerung wurde im 11. Jahrhundert durch die Serer verdrängt, die vom Königreich von Tekrur im Norden aus dem Senegal-Tal kamen. Während der Gelwaar-Periode von 15. Jahrhundert bis heute wurden über 100 Könige entthront. Die Portugiesen kamen 1590 mit dem Königreich in Kontakt. Das Königreich von Saloum eroberte das benachbarte Königreich von Sine und kontrollierte es während einer langen Periode, während das Gebiet als „Sine-Saloum“ bekannt wurde, aber es wurde später wieder aufgespalten. Saloum hatte auch eine Zeit lang Kontrolle über das Königreich von Baol. Obgleich das Königreich einige größere Kämpfe gegen die Franzosen gewann, wurde es schließlich 1850 erobert. Die Könige führten ihren traditionellen Hof in Kahone fort, aber der Ort blieb im Schatten der kommerziell erfolgreichen benachbarten Stadt Kaolack.
Der gegenwärtige König von Saloum (2002) ist König Mbaye Badiane I. Er wird durch verschiedene Fürsten wie dam Djaaraf von Saloum (Fode Yacinthe NDour) und von Farba (EL Hadji Malick Sarr) unterstützt. Das Herrscherhaus befindet sich in der Hauptstadt, Kahone. Der König hat auch einen untergeordneten König (oder „Bour Gandiaye“) in der Stadt Gandiaye in Saloum, der sein eigenes Herrscherhaus unterhält.

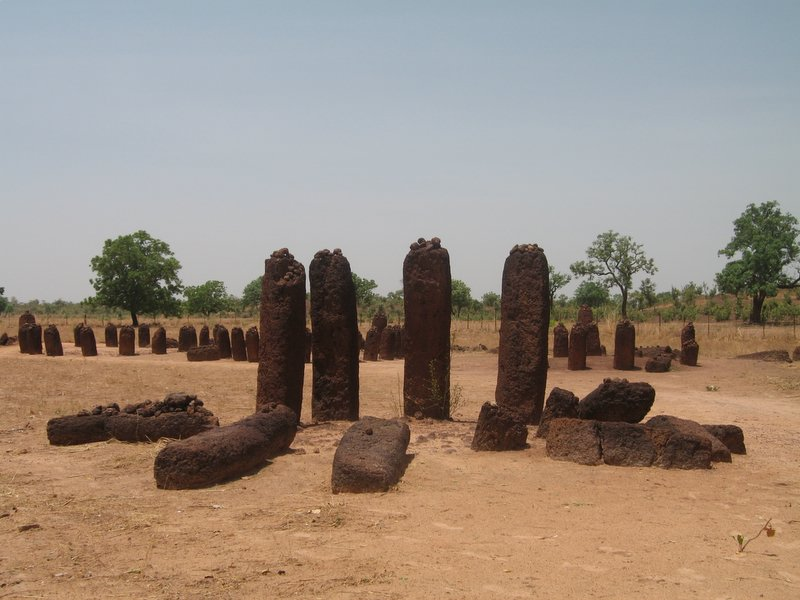
Beispiel der senegambischen Steinkreise, hier in Wassu

Saloum ist bekannt für seine vielen altertümlichen Grabhügel oder „tumuli“, welche die Gräber der Könige und anderer enthalten. Auch hat das Königreich zahlreiche geheimnisvolle Steinkreise deren Funktionen und Geschichte unbekannt sind.
Ethnisch bestand das Saloum-Reich aus den Serern, aber nach und nach nahmen die Wolof mehr Einfluss, besonders in den Gebieten um Kaolack, in denen Erdnüsse angebaut wurden. Serer-Sine und Wolof sind die beiden Sprachen, die im Saloum gesprochen werden.

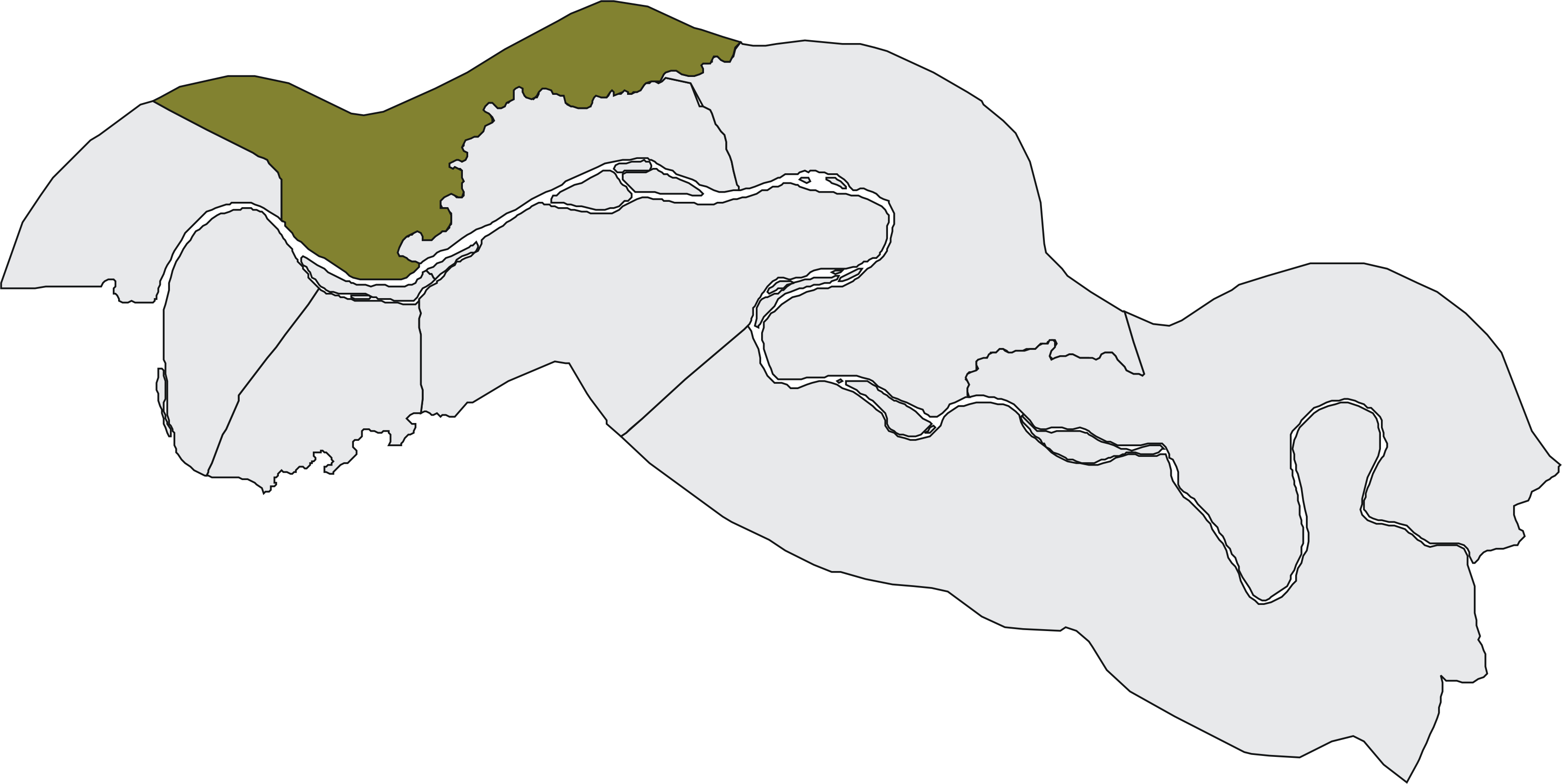
Der heutige Distrikt Upper Saloum in der Central River Region, westlich angrenzend der Distrikt Lower Saloum

Die gambischen Distrikte Lower Saloum und Upper Saloum in der Central River Region nehmen Bezug auf dieses Reich.